# Sven-Olov Axelsson
Sven-Olov Axelsson (auch Sven-Olov Axelsson-Gossas; * 22. Januar 1941 in Dala-Floda, Gemeinde Gagnef, Dalarnas län) ist ein früherer schwedischer Biathlet.
Sven-Olov Axelsson startete in seiner aktiven Zeit für den Verein Dala-Floda IF. Er wurde 1963 und 1964 schwedischer Meister im Einzelwettbewerb über 20 km. Axelsson vertrat Schweden bei der Biathlon-Weltmeisterschaft 1963. Seinen größten internationalen Erfolg feierte er mit der Teilnahme an den Olympischen Winterspielen 1964 in Innsbruck. Axelsson erreichte mit 1:21:13,6 Stunden zwar die viertbeste Laufzeit, kam jedoch aufgrund von sechs Schießfehlern, die 12 Strafminuten bedeuteten, in der Endwertung nur auf den 17. Rang.